# Algol (csillag)
Az Algol (Béta Persei, Beta Per, β Persei, β Per, Démoncsillag) egy fehér csillag, a második legfényesebb a Perseus csillagképben. Ez volt az elsőnek felfedezett fedési kettős, az Algol-típusú változócsillagok prototípusa.
Fényességben mutatott változékonysága már az ősi csillagászok számára is ismert volt.

## Felfedezésének története
Az Algolt már az ókori Egyiptomban is ismerték, és a Holddal való együttállásának különleges jelentőséget tulajdonítottak. A fedések modern kori leírója Geminiano Montanari 1667-ben. Az elméletet, hogy egy fényesebb csillagot egy sötétebb kísérőcsillag rendszeresen eltakar, a 18. században írta le John Goodricke (1782), majd később Pickering (1880). Az elméletet 1889-ben színképelemzéssel igazolták. A 20. századig egyesek úgy gondolták, hogy a sötétebb kísérő egy bolygó lehet. Később bebizonyosodott, hogy nem bolygóról, hanem egy halványabb kísérő csillagról van szó.

## Leírása
A fényesebb, forróbb csillag (Algol A) nagyjából háromszor nagyobb átmérőjű a Napunknál. A halványabb, hűvösebb, narancsszínű kísérő fényessége harmadosztályú, átmérője a Napnál 20%-kal nagyobb. A két csillag egymás körül 68,8 óra alatt (2,87 nap) tesz meg egy fordulatot. Takarásban az összfényességük 2,2-ről 3,5-re csökken. Létezik egy harmadik, távolabbi társcsillag is (Algol C), ami az Algol A és B közös tömegközéppontja körül 1,86 évente tesz meg egy keringést.
Az Algol A tömege 3,7-szerese a Napénak, az Algol B tömege 0,8 naptömeg. A csillagfejlődés jelenlegi elmélete szerint egy nagyobb tömegű csillag gyorsabban fejlődik; az Algol rendszer esetén azonban a nagyobb tömegű Algol A még mindig fősorozatbeli csillag, míg az Algol B már szubóriássá fejlődött. Ez az úgynevezett Algol-paradoxon, amit a lassú és folyamatos tömegáramlás magyaráz, ami a két csillag között zajlik az Algol B felől az Algol A irányába. A tömegáramlás és a keringési nagytengely elfordulása miatt a fedések időpontjaiban apró eltérések mutatkoznak. Az Algol B felől az Algol A irányába áramló gázok az Algol rendszert kiszámíthatatlan rádió- és röntgensugár-forrássá teszik.
Hoyle, Morton és mások munkája nyomán az Algol-paradoxont sikerült megmagyarázni: a jelenleg kisebb tömeggel rendelkező másodlagos csillag valamikor nagyobb tömegű volt. Amikor a magjában lévő hidrogénkészlet kimerült, a csillag kitágult és elérte a kritikus Roche-térfogatot. Ez instabilitáshoz vezetett a rendszerben, aminek eredménye az anyagáramlás a másik komponens felé. Az anyagáramlás annyira nagy mértékű volt, hogy a tömegarány megcserélődött a két csillag között.
Sarna által végzett kutatások szerint a rendszer eredetileg egy 2,8 és egy 2,5 naptömegű csillagból állhatott. A 2,8 naptömegű csillag odáig fejlődött, hogy elérte a Roche-térfogatot, és anyagot kezdett továbbítani a másik csillag felé; a tömege jelenleg mintegy 0,8 naptömeg. Az eredetileg 2,5 naptömegű csillag jelenlegi tömege 3,7 naptömeg. Ez azt is jelenti, hogy mintegy 0,8 naptömegnyi anyag eltávozott a rendszerből.

## Történetei
Az ókori görögök a Medúsza pislogó szemét látták benne, akinek levágott fejét a hős Perszeusz tartja a magasba.

## Nevének eredete
Az Algol név az arab Ra’s Al Ghul kifejezésből ered, aminek jelentése „a démon feje”.

## Megfigyelése
Az Algol rendszer fényességcsökkenése (2,2-ről 3,5-re) szabad szemmel is észlelhető. Magyarországról egész évben látható. Az Algol rendszert a csillagászok intenzíven a rádió- és röntgen-tartományban tanulmányozzák a fotometria és az interferometria eszközeivel.

## Érdekességek
Az Algol fontos szerepet játszott a közeli kettőscsillagok fejlődésének megértésében.